# Савски Мароф
Савски Мароф је насељено место у саставу општине Брдовец у Загребачкој жупанији, Хрватска. Према попису становништва из 2001. године у Савском Марофу живи 35 становника. Село је удаљено десетак километара од града Запрешића и у саобраћајном смислу повезано споредним путем на државни пут D225 Хармица — Брдовец — Запрешић.
Савски Мароф се налази на железничкој прузи Зидани Мост — Загреб — Сисак, тј. на железничком коридору према Словенији. Одредиште је градско-приградске железничке линије Савски Мароф — Загреб — Дуго Село. У Савском Марофу се налази одвајање железничке пруге према Кумровцу.